# Scottish Premiership 2015/16
Die Scottish Premiership war 2015/16 die dritte Austragung als höchste schottische Fußball-Spielklasse der Herren. Die Liga wurde offiziell als Ladbrokes Scottish Premiership ausgetragen. Es war zudem die 119. Austragung der höchsten Fußball-Spielklasse innerhalb der 2013 gegründeten Scottish Professional Football League, in welcher der Schottische Meister ermittelt wurde. Sie begann am 1. August 2015 und endete mit dem 38. Spieltag am 15. Mai 2016.
Nach der regulären Saison, die als 1. Runde bezeichnet wurde und in der alle Mannschaften jeweils dreimal gegeneinander antreten, begann die abschließende 2. Runde, die in zwei Gruppen der Meisterschafts- und Abstiegs-Play-offs unterteilt wurde. Der Elftplatzierte der Premiership trat danach in Relegationsspielen an, in der die Zweit-, Dritt- und Viertplatzierten der Championship teilnahmen. Der Tabellenletzte stieg direkt ab.
Als Aufsteiger aus der letztjährigen Championship nahm Heart of Midlothian an der Premiership teil. Als Titelverteidiger ging Celtic Glasgow in die Saison, das zugleich das Eröffnungsspiel der neuen Saison im heimischen Paradise gegen Ross County austrug.
Die Meisterschaft gewann zum insgesamt 47. Mal in der Vereinsgeschichte Celtic Glasgow. Es war zudem der fünfte Titel in Folge. Ausschlaggebend war dabei ein 3:2-Heimsieg am 36. Spieltag gegen den FC Aberdeen. Celtic qualifizierte sich damit als Meister für die folgende Champions League Saison 2016/17. Die Zweit- und Drittplatzierten FC Aberdeen und Heart of Midlothian qualifizierten sich für die UEFA Europa League 2016/17. Am 35. Spieltag stieg bereits Dundee United durch eine 1:2-Niederlage im Dundee Derby gegen den FC Dundee direkt in die Championship ab. Nach zwanzig Jahren Erstklassigkeit stieg der Traditionsverein zum zweiten Mal in die zweite Liga ab.

## Vereine
| Verein                       | Stadt      | Stadion               | Kapazität |
| ---------------------------- | ---------- | --------------------- | --------- |
| FC Aberdeen                  | Aberdeen   | Pittodrie Stadium     | 21.421    |
| Celtic Glasgow               | Glasgow    | Celtic Park           | 60.355    |
| FC Dundee                    | Dundee     | Dens Park             | 12.085    |
| Dundee United                | Dundee     | Tannadice Park        | 14.229    |
| Hamilton Academical          | Hamilton   | New Douglas Park      | 06.000    |
| Heart of Midlothian          | Edinburgh  | Tynecastle Stadium    | 17.529    |
| Inverness Caledonian Thistle | Inverness  | Caledonian Stadium    | 07.800    |
| FC Kilmarnock                | Kilmarnock | Rugby Park            | 18.128    |
| FC Motherwell                | Motherwell | Fir Park              | 13.677    |
| Partick Thistle              | Glasgow    | Firhill Stadium       | 10.102    |
| Ross County                  | Dingwall   | Global Energy Stadium | 06.541    |
| FC St. Johnstone             | Perth      | McDiarmid Park        | 10.696    |

## 1. Runde

### Tabelle
| Pl. | Verein                           | Sp. | S  | U  | N  | Tore    | Diff. | Punkte |
| --- | -------------------------------- | --- | -- | -- | -- | ------- | ----- | ------ |
| 1.  | Celtic Glasgow (M, L)            | 33  | 23 | 7  | 3  | 078:250 | +53   | 76     |
| 2.  | FC Aberdeen                      | 33  | 21 | 5  | 7  | 056:360 | +20   | 68     |
| 3.  | Heart of Midlothian (N)          | 33  | 17 | 9  | 7  | 054:330 | +21   | 60     |
| 4.  | FC Motherwell                    | 33  | 13 | 5  | 15 | 041:490 | −8    | 44     |
| 5.  | FC St. Johnstone                 | 33  | 12 | 7  | 14 | 048:500 | −2    | 43     |
| 6.  | Ross County                      | 33  | 13 | 4  | 16 | 048:540 | −6    | 43     |
| 7.  | FC Dundee                        | 33  | 9  | 14 | 10 | 048:490 | −1    | 41     |
| 8.  | Partick Thistle                  | 33  | 11 | 8  | 14 | 032:390 | −7    | 41     |
| 9.  | Inverness Caledonian Thistle (P) | 33  | 10 | 10 | 13 | 040:430 | −3    | 40     |
| 10. | Hamilton Academical              | 33  | 9  | 9  | 15 | 036:550 | −19   | 36     |
| 11. | FC Kilmarnock                    | 33  | 8  | 8  | 17 | 033:540 | −21   | 32     |
| 12. | Dundee United                    | 33  | 6  | 6  | 21 | 033:580 | −25   | 24     |

Platzierungskriterien: 1. Punkte – 2. Tordifferenz – 3. geschossene Tore

| 1. Runde |

| Zum Saisonende 2014/15 |                                             |
| (M)                    | Meister des Vorjahres                       |
| (P)                    | Pokalsieger des Vorjahres                   |
| (L)                    | Ligapokalsieger des Vorjahres               |
| (N)                    | Neuaufsteiger aus der Scottish Championship |

## 2. Runde

### Meisterschafts-Play-offs

#### Tabelle
| Pl. | Verein                  | Sp. | S  | U  | N  | Tore    | Diff. | Punkte |
| --- | ----------------------- | --- | -- | -- | -- | ------- | ----- | ------ |
| 1.  | Celtic Glasgow (M, L)   | 38  | 26 | 8  | 4  | 093:310 | +62   | 86     |
| 2.  | FC Aberdeen             | 38  | 22 | 5  | 11 | 062:480 | +14   | 71     |
| 3.  | Heart of Midlothian (N) | 38  | 18 | 11 | 9  | 059:400 | +19   | 65     |
| 4.  | FC St. Johnstone        | 38  | 16 | 8  | 14 | 058:550 | +3    | 56     |
| 5.  | FC Motherwell           | 38  | 15 | 5  | 18 | 047:630 | −16   | 50     |
| 6.  | Ross County             | 38  | 14 | 6  | 18 | 055:610 | −6    | 48     |

| 2. Runde |

| Zum Saisonende 2014/15 |                                             |
| (M)                    | Meister des Vorjahres                       |
| (L)                    | Ligapokalsieger des Vorjahres               |
| (N)                    | Neuaufsteiger aus der Scottish Championship |

### Abstiegs-Play-offs

#### Tabelle
| Pl. | Verein                           | Sp. | S  | U  | N  | Tore    | Diff. | Punkte |
| --- | -------------------------------- | --- | -- | -- | -- | ------- | ----- | ------ |
| 7.  | Inverness Caledonian Thistle (P) | 38  | 14 | 10 | 14 | 054:480 | +6    | 52     |
| 8.  | FC Dundee                        | 38  | 11 | 15 | 12 | 053:570 | −4    | 48     |
| 9.  | Partick Thistle                  | 38  | 12 | 10 | 16 | 041:500 | −9    | 46     |
| 10. | Hamilton Academical              | 38  | 11 | 10 | 17 | 042:630 | −21   | 43     |
| 11. | FC Kilmarnock                    | 38  | 9  | 9  | 20 | 041:640 | −23   | 36     |
| 12. | Dundee United 1                  | 38  | 8  | 7  | 23 | 045:700 | −25   | 28     |

| 2. Runde |

| Zum Saisonende 2014/15 |                           |
| (P)                    | Pokalsieger des Vorjahres |

## Relegation
Teilnehmer an den Relegationsspielen um einen Platz für die folgende Saison 2016/17 waren der FC Falkirk, Hibernian Edinburgh und die Raith Rovers aus der diesjährigen Championship. Hinzu kam der Vorletzte aus der diesjährigen Premiership, der FC Kilmarnock. Der Sieger jeder Runde wurde in zwei Spielen ermittelt, wobei in der ersten Runde die Mannschaften die sich am Saisonende der Championship auf den Plätzen 3 und 4 befanden aufeinander trafen. Danach spielte der Sieger dieses Spiels in der zweiten Runde gegen den zweiten aus der Championship. Die letzte Runde wurde zwischen dem Elftplatzierten aus der Premiership und dem Sieger der zweiten Runde ausgetragen. Der Sieger der dritten Runde erhielt einen Platz für die neue Saison in der Premiership.
Erste Runde
Die Spiele wurden am 4. und 7. Mai 2016 ausgetragen.
|              | Gesamt |                     | Hinspiel | Rückspiel |
| ------------ | ------ | ------------------- | -------- | --------- |
| Raith Rovers | 1:2    | Hibernian Edinburgh | 1:0      | 0:2       |

Zweite Runde
Die Spiele wurden am 10. und 13. Mai 2016 ausgetragen.
|                     | Gesamt |            | Hinspiel | Rückspiel |
| ------------------- | ------ | ---------- | -------- | --------- |
| Hibernian Edinburgh | 4:5    | FC Falkirk | 2:2      | 2:3       |

Dritte Runde
Die Spiele wurden am 19. und 22. Mai 2016 ausgetragen.
|            | Gesamt |               | Hinspiel | Rückspiel |
| ---------- | ------ | ------------- | -------- | --------- |
| FC Falkirk | 1:4    | FC Kilmarnock | 1:0      | 0:4       |

## Statistiken

### Torschützenliste
Bei gleicher Anzahl von Toren sind die Spieler alphabetisch nach Nachnamen bzw. Künstlernamen sortiert.
| Pl.      | Nat.       | Name            | Logo | Mannschaft          | Tore |
| -------- | ---------- | --------------- | ---- | ------------------- | ---- |
| 01.      | Schottland | Leigh Griffiths |      | Celtic Glasgow      | 31   |
| 02.      | England    | Kane Hemmings   |      | FC Dundee           | 21   |
| 03.      | Irland     | Adam Rooney     |      | FC Aberdeen         | 20   |
| 04.      | Nordirland | Liam Boyce      |      | Ross County         | 15   |
| 04.      | England    | Louis Moult     |      | FC Motherwell       | 15   |
| 06.      | Schottland | Kris Doolan     |      | Partick Thistle     | 14   |
| 06.      | Schottland | Steven MacLean  |      | FC St. Johnstone    | 14   |
| 08.      | Spanien    | Juanma          |      | Heart of Midlothian | 12   |
| 08.      | Nordirland | Billy Mckay     |      | Dundee United       | 12   |
| 10.      | England    | Miles Storey    |      | Inverness CT        | 11   |
| Endstand |            |                 |      |                     |      |

## Personal und Sponsoren
| Verein                       | Logo | Trainer        | Kapitän          | Ausrüster   | Hauptsponsor                        |
| ---------------------------- | ---- | -------------- | ---------------- | ----------- | ----------------------------------- |
| Celtic Glasgow               |      | Ronny Deila    | Scott Brown      | New Balance | Magners                             |
| Dundee United                |      | Ray McKinnon   | Seán Dillon      | Nike        | Calor                               |
| FC Aberdeen                  |      | Derek McInnes  | Ryan Jack        | Adidas      | Saltire Energy                      |
| FC Dundee                    |      | Paul Hartley   | Kevin Thomson    | Puma        | Hangar Records                      |
| FC Kilmarnock                |      | Lee Clark      | Mark Connolly    | Erreà       | QTS                                 |
| FC Motherwell                |      | Mark McGhee    | Keith Lasley     | Macron      | Cash Converters                     |
| FC St. Johnstone             |      | Tommy Wright   | Dave Mackay      | Joma        | Invest in Perth                     |
| Heart of Midlothian          |      | Robbie Neilson | Alim Öztürk      | Puma        | Save the Children                   |
| Hamilton Academical          |      | Martin Canning | Michael McGovern | Adidas      | Nevis (Heim), Scotia Aid (Auswärts) |
| Inverness Caledonian Thistle |      | John Hughes    | Richie Foran     | Erreà       | Subway                              |
| Partick Thistle              |      | Alan Archibald | Abdul Osman      | Joma        | Kingsford Capital Management        |
| Ross County                  |      | Jim McIntyre   | Andrew Davies    | Joma        | Stanley CRC Evans Offshore          |

## Trainerwechsel
| Verein | Verein        | Trainer          | Grund             | Datum              | Tabellenplatz | Nachfolger       | Quelle |
| ------ | ------------- | ---------------- | ----------------- | ------------------ | ------------- | ---------------- | ------ |
|        | FC Motherwell | Ian Baraclough   | Entlassen         | 23. September 2015 | 9.            | Stephen Craigan  | [ 9 ]  |
|        | Dundee United | Jackie McNamara  | Entlassen         | 26. September 2015 | 11.           | Mixu Paatelainen | [ 10 ] |
|        | FC Motherwell | Stephen Craigan  | Interimstrainer   | 13. Oktober 2015   | 9.            | Mark McGhee      | [ 11 ] |
|        | FC Kilmarnock | Gary Locke       | Rücktritt         | 1. Februar 2016    | 11.           | Lee McCulloch    | [ 12 ] |
|        | FC Kilmarnock | Lee McCulloch    | Interimstrainer   | 15. Februar 2016   | 10.           | Lee Clark        | [ 13 ] |
|        | Dundee United | Mixu Paatelainen | Vertrag aufgelöst | 4. Mai 2016        | 12.           | Ray McKinnon     | [ 14 ] |

## Die Meistermannschaft von Celtic Glasgow
(Berücksichtigt wurden Spieler mit mindestens einem Einsatz; in Klammern sind die Einsätze und Tore angegeben)
| 1. | Celtic Glasgow |
|    | - Tor: Logan Bailly (3/0), Craig Gordon (35/0) - Abwehr: Efe Ambrose (21/0), Tyler Blackett (3/0), Dedryck Boyata (26/4), Emilio Izaguirre (17/2), Saidy Janko (10/0), Mikael Lustig (30/4), Charlie Mulgrew (13/1), Tony Ralston (1/0), Jozo Šimunović (11/1), Erik Sviatchenko (14/0), Kieran Tierney (23/1) - Mittelfeld: Scott Allan (13/0), Stuart Armstrong (25/4), Nir Biton (30/5), Scott Brown (22/1), Kris Commons (21/4), Ryan Christie (5/1), James Forrest (19/2), Stefan Johansen (23/1), Gary Mackay-Steven (25/4), Callum McGregor (27/4), Tom Rogić (30/8), Joe Thomson (1/0) - Angriff: Jack Aitchison (1/1), Carlton Cole (4/0), Leigh Griffiths (34/31), Colin Kâzım-Richards (11/1), Patrick Roberts (11/6) - Trainer: Ronny Deila |

## Auszeichnungen während der Saison
| Monat          | Trainer des Monats               | Spieler des Monats                    |
| -------------- | -------------------------------- | ------------------------------------- |
| August 2015    | Derek McInnes (FC Aberdeen)      | Leigh Griffiths (Celtic Glasgow)      |
| September 2015 | Derek McInnes (FC Aberdeen)      | Niall McGinn (FC Aberdeen)            |
| Oktober 2015   | Ronny Deila (Celtic Glasgow)     | Leigh Griffiths (Celtic Glasgow)      |
| November 2015  | Alan Archibald (Partick Thistle) | Michael O’Halloran (FC St. Johnstone) |
| Dezember 2015  | Mark McGhee (FC Motherwell)      | Liam Boyce (Ross County)              |
| Januar 2016    | Ronny Deila (Celtic Glasgow)     | Kane Hemmings (FC Dundee)             |
| Februar 2016   | Mixu Paatelainen (Dundee United) | Paul Paton (Dundee United)            |
| März 2016      | Mark McGhee (FC Motherwell)      | Jackson Irvine (Ross County)          |
| April 2016     | John Hughes (Inverness CT)       | Patrick Roberts (Celtic Glasgow)      |

## Berichterstattung
In Deutschland strahlt der Pay-TV-Sender Sport1+ einige Partien Live aus. So wurde unter anderem am 1. Spieltag das New-Firm-Derby zwischen Dundee United und dem FC Aberdeen übertragen.